# Liste der Ständeräte des Kantons Graubünden
Diese Liste zeigt alle Mitglieder des Ständerates aus dem Kanton Graubünden seit der Gründung des Bundesstaates im Jahr 1848 bis heute.

## Ständeräte
| Name                                | Partei/Fraktion                | Amtszeit                                | Geboren | Gestorben |
| ----------------------------------- | ------------------------------ | --------------------------------------- | ------- | --------- |
| Prospero Albrici                    | Freisinnige                    | 1873–1874                               | 1822    | 1883      |
| Johann Bartholome Arpagaus          | Katholisch-Konservative        | 1860–1861                               | 1810    | 1882      |
| Andreas Bezzola                     | Freisinnige                    | 1880–1881                               | 1840    | 1897      |
| Christoffel Brändli                 | SVP                            | 1995–2011                               | 1943    |           |
| Johann Rudolf Brosi                 | Freisinnige                    | 1848–1849 1856–1857                     | 1801    | 1877      |
| Friedrich Brügger                   | KVP                            | 1907–1930                               | 1854    | 1930      |
| Johann Bartholome Caflisch          | Freisinnige                    | 1853–1856 1859–1860 1868–1869           | 1817    | 1899      |
| Felix Calonder                      | FDP                            | 1899–1913                               | 1863    | 1952      |
| Luregn Mathias Cavelty              | CVP                            | 1979–1994                               | 1935    |           |
| Gion Darms                          | KVP/KCV                        | 1956–1968                               | 1896    | 1976      |
| Stefan Engler                       | CVP (bis 2020) Mitte (ab 2021) | 2011–                                   | 1960    |           |
| Ulrich Gadient                      | SVP                            | 1980–1994                               | 1931    | 2016      |
| Gaudenz Gadmer                      | Freisinnige                    | 1865–1866                               | 1819    | 1877      |
| Anton Philipp Ganzoni               | Freisinnige                    | 1848–1852                               | 1800    | 1881      |
| Florian Gengel                      | Freisinnige                    | 1874–1879                               | 1834    | 1905      |
| Hans Hold                           | Freisinnige                    | 1871–1872 1873–1881                     | 1826    | 1910      |
| Johann Josef Huonder                | KVP                            | 1930–1935                               | 1878    | 1935      |
| Jachen Ulrich Könz                  | Freisinnige                    | 1872–1873                               | 1819    | 1901      |
| Andreas Laely                       | FDP                            | 1913–1935                               | 1864    | 1955      |
| Albert Lardelli                     | DP                             | 1935–1956                               | 1888    | 1859      |
| Alois de Latour                     | Freisinnige                    | 1861–1862                               | 1805    | 1875      |
| Caspar de Latour                    | Freisinnige                    | 1854–1855 1857                          | 1827    | 1861      |
| Theo Maissen                        | CVP                            | 1995–2011                               | 1944    |           |
| Giuseppe a Marca                    | Katholisch-Konservative        | 1849–1851                               | 1799    | 1866      |
| Herkules Oswald                     | Freisinnige                    | 1862–1863                               | 1823    | 1869      |
| Franz Peterelli                     | Katholisch-Konservative        | 1899–1907                               | 1847    | 1907      |
| Remigius Peterelli                  | Katholisch-Konservative        | 1864–1868 1869–1873 1881–1892           | 1815    | 1892      |
| Peter Conradin von Planta           | Freisinnige                    | 1852 1856 1862–1872                     | 1815    | 1902      |
| Luzius Raschein                     | FDP                            | 1892–1899                               | 1831    | 1899      |
| Johann Albert Romedi                | Freisinnige                    | 1861–1864                               | 1819    | 1876      |
| Peter Conradin Romedi               | Reformiert-Konservative        | 1881–1898                               | 1817    | 1899      |
| Johann Gaudenz von Salis            | Freisinnige                    | 1855 1858–1860                          | 1825    | 1886      |
| Leon Schlumpf                       | SVP                            | 1974–1979                               | 1925    | 2012      |
| Martin Schmid                       | FDP                            | 2011–                                   | 1969    |           |
| Johann Andreas Sprecher von Bernegg | Freisinnige                    | 1853–1854 1860–1861                     | 1811    | 1862      |
| Arno Theus                          | DP/SVP                         | 1956–1974                               | 1911    | 1999      |
| Johann Baptista von Tscharner       | Freisinnige                    | 1857–1858                               | 1815    | 1879      |
| Josef Vieli                         | KVP                            | 1939–1956                               | 1884    | 1962      |
| Ludwig Vieli                        | Freisinnige                    | 1851–1852 1856–1857 1858–1859 1863–1864 | 1808    | 1867      |
| Gion Clau Vincenz                   | KCV/CVP                        | 1968–1979                               | 1921    | 2014      |
| Georg Willi                         | KVP                            | 1935–1938                               | 1884    | 1946      |

## Parteiabkürzungen
- CVP: Christlichdemokratische Volkspartei
- DP: Demokratische Partei
- FDP: Freisinnig-Demokratische Partei, seit 2009 FDP.Die Liberalen
- KCV: Konservativ-Christlichsoziale Volkspartei
- KVP: Schweizerische Konservative Volkspartei
- Mitte: Die Mitte
- SVP: Schweizerische Volkspartei

## Quelle
- Datenbank aller Ratsmitglieder